# Evan, a minden6ó
Az Evan, a minden6ó (eredeti cím: Evan Almighty) 2007-ben bemutatott amerikai filmvígjáték, a 2003-as A minden6ó folytatása. A rendező ismét Tom Shadyac, a főszerepben pedig az előző rész mellékszereplője, Steve Carell látható, illetve a szintén visszatérő Morgan Freeman, az Úr szerepében. A film forgatása 2006 januárjában vette kezdetét, több vizuális effekt-cég részvételével, akik a produkcióban CGI-t igénylő számos állat és a filmvégi özönvíz-jelenet megalkotásáért feleltek.
Shadyac külön figyelmet fordított arra, hogy a film a környezetre ne gyakoroljon negatív hatást a felvételek alatt, s a Universal Picturesszel egyetemben igyekeztek az állatokat a PETA előírásainak megfelelően kezelni. Az Evan, a minden6ót masszívan reklámozták vallási csoportoknak, világpremierjére 2007. június 10-én került sor. Az elszabaduló költségvetés a filmet minden idők legdrágább vígjátékává avatta. A nagyrészt negatív kritikákkal illetett film 31,1 millió dollárt keresett a nyitóhétvégéjén, 2007. június 22-24. között. Magyarországon augusztus 9-én debütált.

## Történet
|  | Alább a cselekmény részletei következnek! |

Az újonnan megválasztott kongresszusi képviselő, Evan Baxter, korábbi tévériporter hátrahagyja Buffalót és családjával egy észak-virginiai elővárosba költözik. Kampányában kijelentette, meg fogja változtatni a világot, de soha nem konkretizálta, hogy mire gondolt. Amint elkezdi új munkáját új otthonában, furcsa dolgok történnek. Különböző állatok szegődnek a nyomába. A nyolc szomszédos beépítetlen telket Evan nevében megvásárolják, majd barkácseszközöket és fagerendákat küldenek neki címezve. Bármerre megy, a 6:14-es szám mindenhol feltűnik. Evan hamarosan megtudja, hogy a szám egy vers a Bibliában; a Teremtés könyvében a 6:14-es az a vers, amelyben az Úr elmondja Noénak, hogyan építsen bárkát. Hamarosan Isten megjelenik és arra kéri Evant, hogy építsen bárkát, mert özönvíz közeleg. Evan nem veszi komolyan a felszólítást, családja pedig úgy véli, életközépi krízis tört rá, de Evan, mikor olyan szakálla nő, amit képtelen leborotválni, tényleg kezdi elhinni, hogy bibliai történés résztvevője lett. Isten azt mondja neki, az árvíz szeptember 22-én, délben fog jönni.
Az állatok követik Evant a Kongresszusba is, majd Long képviselő felfüggeszti munkájából, miután Evan egy országszerte közvetített törvényelfogadási ülésen beszámol róla, milyen feladattal bízta meg a Mindenható. Felesége, Joan és a három fia elmennek a nő anyjához, miután látták, hogyan égett le ország-világ előtt a családfő. Evan így gyermekei nélkül folytatja a bárka építését, ami iránt egyre nagyobb érdeklődést mutat a nemzetközi sajtó. Egy étteremben Isten pincérként megjelenik Joannek. Elmondja neki, hogy az Úr nem azt adja, amit kérnek tőle, hanem esélyt arra, hogy az ember megkapja, amire vágyik. Isten nem adhat összetartozást egy családnak, de alkalmat igen, hogy együtt bizonyítsanak. Joan és a fiúk visszatérnek Evanhöz, hogy együtt fejezzék be a munkát. Evan munkatársaitól megtudja, hogy Long képviselő egy közeli tóhoz gátat építtetett, hogy saját hasznára értékesíthesse a környező földterületeket.
Szeptember 22-e tiszta eget hoz, s Evan élőben tudósító híradós stábok és a lakosság előtt tereli be a több száz állatpárt az újonnan befejezett bárkába. Percek múlnak el derűs éggel, így a bámészkodók elkezdik lehurrogni az alkalmi Noét. Hirtelen sötét felhők jelennek meg és hevesen esni kezd. Evan mindenkit felszólít, hogy szálljanak be a bárkába, ám senki nem hallgat rá. Az eső hamarosan eláll, így Evan nevetség tárgyává válik. A férfi már azt gondolja, hogy ennyi volt az Úr szándéka, azonban ekkor a rosszul épített gát szétreped, így a víz kiárad. Kitör a pánik, s mindenki beszáll a hatalmas hajóba. A bárka végigsiklik Washington utcáin a megáradt tó hömpölygő vizén, míg végül neki nem ütközik a Capitolium épületének, ahol Evan felelősségre vonja Longot a rosszul megépített gát miatt, mire a kongresszus összes tagja a gátlástalan politikus ellen fordul. Később Evan és családja hétvégi kirándulásra indul, melyen Isten újra megjelenik Evannek, s felvilágosítja arról, a világ megváltoztatásának módja az Apró Rögtönzött Kedvességekben (ARK, angolul a rövidítés: Act of Random Kindness, de mint szó: bárka) rejlik.
|  | Itt a vége a cselekmény részletezésének! |

## Szereplők
| Szereplő                          | Színész              | Magyar hang           |
| --------------------------------- | -------------------- | --------------------- |
| Evan Baxter                       | Steve Carell         | Háda János            |
| Isten                             | Morgan Freeman       | Kristóf Tibor         |
| Joan Baxter                       | Lauren Graham        | Balázs Ági            |
| Chuck Long kongresszusi képviselő | John Goodman         | Hollósi Frigyes       |
| Rita Daniels                      | Wanda Sykes          | Kocsis Mariann        |
| Marty Stringer                    | John Michael Higgins | Bede-Fazekas Szabolcs |
| Eugene                            | Jonah Hill           | Szvetlov Balázs       |
| Eve Adams                         | Molly Shannon        | Kisfalvi Krisztina    |
| Burrows kongresszusi képviselő    | Harve Presnell       |                       |
| Dylan Baxter                      | Johnny Simmons       | Előd Botond           |
| Jordan Baxter                     | Graham Phillips      | Glósz András          |
| Ryan Baxter                       | Jimmy Bennett        | Czető Ádám            |
| Susan Ortega                      | Catherine Bell       | Peller Anna           |

A minden6ó két főszereplője, Jim Carrey és Jennifer Aniston nem vállalta a visszatérést. Noha Carrey elkészítette az Ace Ventura: Állati nyomozó folytatását, úgy nyilatkozott, nem rajong ugyanazon karakter többszöri eljátszásáért.

## Háttér

### A forgatókönyv
A film forgatókönyve eredetileg a The Passion volt az Ark címet viselte, írói Bobby Florsheim és Josh Stolberg voltak. 2004 áprilisában hét stúdió is érdeklődött a projekt iránt. Végül a Sony Pictures vette meg egy 2,5 millió dolláros alku keretében, amihez még hozzátartozott bizonyos százalék a profitból; az összeg a legnagyobb volt, amit forgatókönyvírók első munkájukért kaptak. A Universal Pictures rögvest üzletet kötött a Sonyval a koprodukcióról, s felkérték A minden6ó executive producerét és társíróját, Steve Oedekerket, hogy az anyagot A minden6ó folytatásaként átírja. A stúdió teljesen elhagyta az eredeti The Passion of the Ark-szkriptet, Oedekerk pedig egyedüliként lett feltüntetve íróként. Jim Carreyt megkeresték a főszereppel, ám nem vállalta a feladatot, így Tom Shadyac rendező Steve Carellt győzte meg helyette. Shadyac az első filmmel kapcsolatban azt mondta, „Övé [Carellé] volt néhány a legviccesebb jelenetek közül. Úgy gondoltuk, 'Miért ne tegyük ezt a karaktert egy másik filmbe?'”

### A költségvetés
A kezdeti 140 millió dolláros büdzséjével az Evan, a minden6ó minden idők legdrágább filmvígjátékának ígérkezett. További költségek, úgymint díszletek építése, vizuális effektusok és problémák az állatok felvételeivel 175 millióra növelte a kiadásokat. Ha a marketingre fordított pénzeket is hozzászámoljuk, az összeg becslések szerint megközelíti a 200 millió dollárt. Az elszálló költségvetés arra sarkallta a Sonyt, hogy kiszálljon a projektből, így a film teljesen a Universal gondjaira lett bízva. A kifizetések egy része Carell gázsija volt, jelentések szerint ez 5 milliót tesz ki. A Virginia Film Office szerint a film hozzávetőleg 20-25 millió dollárhoz juttatta Virginiát, ennek legnagyobb részét Charlottesville környéke kapta.

### A bárka megtervezése és megépítése

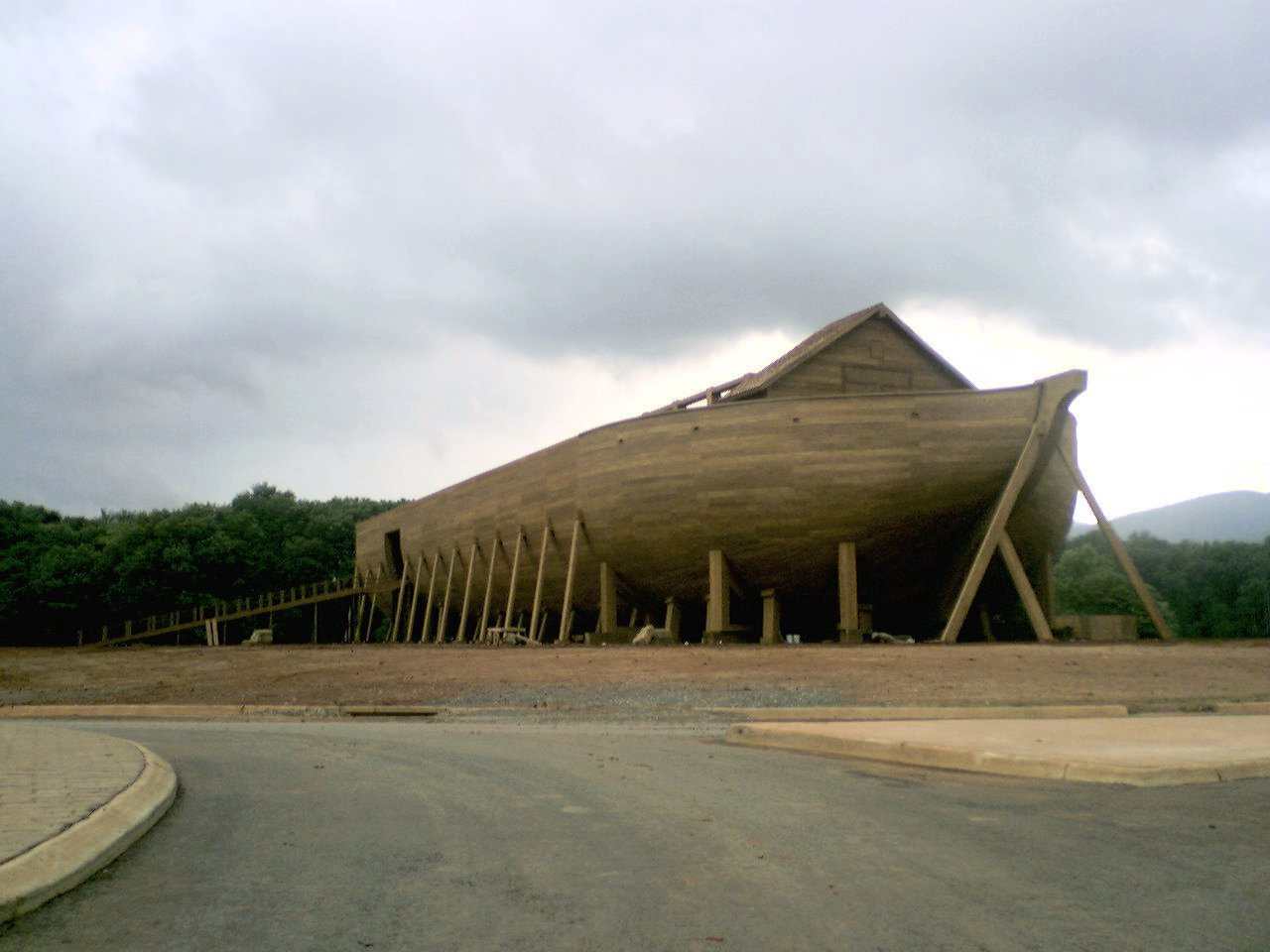
A bárka a virginiai Crozetben

A bárka építése 2006 januárjában vette kezdetét, s a jeleneteket, melyekben szerepel, Crozet városának Old Trail elnevezésű részén vették fel. A hajót úgy tervezték meg, hogy a bibliai méreteivel megegyezzen, azaz körülbelül 137 méter hosszú, 24 méter széles és 16 méter magas lett. Kinézete szintén a stábtagok által kiskorukban olvasott gyermekkönyvekben előforduló illusztrációkon alapszik. A színészek bárkaépítő-jeleneteinek rögzítését követően, illetve a más helyszínen folyó forgatások alatt, a stáb éjszaka tovább folytatta a bárka építését. Masszív alapzatot húztak fel a bárka súlyának megtartása végett, s a forgatás befejeztével elsőként magát a hajót, majd ezen rögzítést bontották le, egy-egy hét leforgása alatt.

### Jelmezek és forgatási helyszínek
Hogy megalkossák Evan szakállát és hosszú haját, három sminkes napi három órát töltött különálló szőrök felragasztásával és egyedi parókák rögzítésével. E parókák emberi és jakszőből álltak. Új külseje révén, Carellt egyebek mellett néha „Hegyiembernek” vagy „Retroszexuálisnak” hívták. Jelmezével kapcsolatban a tervezők textilszakértőkkel konzultáltak, történelmi kutatásokat végeztek Noé idejéből és rostokat használtak a ruhákhoz.
A jelenetek nagy részét Virginia állam különböző helyszínein vették fel, így Crozet, Waynesboro, Richmond, Charlottesville és Staunton környékén, de néhányat a Universal stúdióiban, Hollywoodban.

## Fogadtatás
Az Evan, a minden6ót rosszul fogadta a kritika, amit már megalapozott a film körüli költségvetési huzavona. A Rotten Tomatoes oldalán 23%-ot mutat a pozitív kritikák aránya, ami kevesebb, mint fele A minden6ó 49%-ának. A „Cream of the Crop” kritikusok visszajelzése még ennél is gyengébb (7%). A.O. Scott a The New York Timestól azt írja, az „Evan, a minden6ó alapsztorija, melyben Isten (Morgan Freeman) megparancsolja Steve Carellnek, hogy építsen bárkát, érdekesebb, mint maga a film.” Gyakran hiányolták a humort, ugyanakkor akadt, aki viccesnek találta. A Wafflemovies.com munkatársa szerint az Evan, a minden6ó „egy vicces film, ami nem dolgoztatja meg az agyat, de rengeteg apró poénnal szolgál annak, aki jól figyel.”

### Box office
Az Evan, a minden6ó 2007. június 22-én került az amerikai mozikba, ahol a toplista első helyén startolt 31,2 millió dollárral. Ez több, mint 54%-kal marad el A minden6ó 2003 májusi eredményétől, de még az előzetesen vártnál is kevesebb. A 175 millió dollárt felemésztő produkció második hetére 51%-ot vesztett bevételéből, s a továbbiakban is nagy lépésekkel esett vissza a listán. Szeptember közepére végül átbillent a százmilliós határon, ám a magas büdzsé miatt így is a nyár egyik nagy bukásának tartják.
Nemzetközileg szintén gyengén szerepelt a film A minden6óhoz viszonyítva. Legerősebb piacának az Egyesült Királyság bizonyult, ahol 12,2 millió dollárt hozott, míg Franciaországban (1,7 millió dollár) és Németországban (3,8 millió dollár) erőtlen számokat produkált. Összesen 72 millió dollárt gyűjtött. Japánban, az egyik legnagyobb piacon az Evan, a minden6ó bemutatását törölte a Universal Pictures. Ennek oka az amerikai vígjátékok általánosan gyenge szereplése az ázsiai országban, Steve Carell ottani ismeretlensége és a várt alatti amerikai szereplés.
Magyarországon a film szintén nem ért fel a 2003-as verzióhoz, de korrekt szereplést tudhat magáénak. Budapesten az első héten 22 007 néző váltott rá jegyet, a három héttel későbbi, négynapos MoziÜnnepen pedig közel 25 ezer látogatót érdekelt. Országszerte is az egyik legnépszerűbb választás volt ekkor, így 45 ezer eladott jeggyel 135 ezerre módosította országos eredményét, majd 162 ezer látogatóval zárta kapuit.